# Хляб, любов и ревност
„Хляб, любов и ревност“ (на италиански: Pane, amore e gelosia) е италианска романтична комедия от 1954 година на режисьора Луиджи Коменчини с участието на Виторио Де Сика и Джина Лолобриджида.

## Сюжет
Антонио е влюбен в акушерката Анарела, знаейки, че тя има син, а Анарала е влюбена в него. Бащата на детето на Анарела, който също е военен, се появява и с помощта на свещеника Дон Емидио иска да вземе отново със себе си Анарела и сина си.
След като трябва да прекара двадесет месеца служба далеч от селото, Пиетро моли Антонио да се грижи за Мария. Въпреки че не се радва да прекара време с Антонио, поради бедността си и нуждата си да събира зестрата Мария отива да служи в дома на Антонио, тъй като неговата прислужница Карамела е болна.
Селяните започват да разпространяват клюки за Антонио и Мария, които стигнат и до ухото на Пиетро. Един ден, по време на обяд в къщата на братовчедка на Мария, Антонио танцува с нея. Анарела и Пиетро виждат това. Виждайки ги как танцуват интимно („по американски“), Пиетро се скарва и разделя с Мария предполагайки, че тя е имала връзка с Антонио. Обидена Мария напуска дома си и се присъединява към странстваща танцова трупа като танцьорка. Майка ѝ моли старшината Антонио да ѝ помогне да я прибере, казвайки, че тя е непълнолетна. Мария се опитва да съблазни маршала, но без успех.
Най-накрая Пиетро и Мария се съберат отново и напускат селото. Старшината Антонио ги изпраща на гарата, съжалявайки за тяхното заминаване. По пътя към селото го пресреща кола, от която слиза Анарела. Тя му казва, че е решила да замине с мъжа и сина си в Рим. Останал сам и унил Антонио се качва на автобус за село. В автобусът среща красива неомъжена дама на средна възраст, която отива в селото като новата акушерка.

## В ролите
| Изпълнител         | Роля                          |
| ------------------ | ----------------------------- |
| Виторио Де Сика    | Антонио Каротенуто            |
| Джина Лолобриджида | Мария де Ритис (Палавницата)  |
| Мариса Мерлини     | Анарела Мирциано              |
| Вирджилио Риенто   | Дон Емидио                    |
| Мария Пия Казилио  | Паолета                       |
| Тина Пика          | Кармела                       |
| Текла Скарано      | Терезинела                    |
| Саро Урдзи         | Дон Никола, актьорът-мениджър |
| Роберто Рисо       | Пиетро Стелути                |
| Мемо Каротенуто    | Сирио Байоки                  |
| Витория Криспо     | Мария Антония Де Ритис        |
| Ивон Сансон        | новата акушерка               |